# أصل تسمية الأندلس

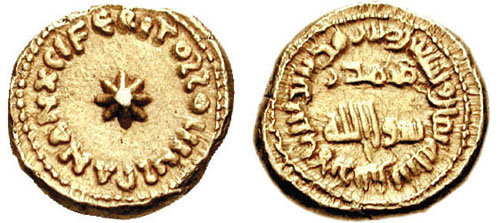
دينار أموي ذو نقوش ثنائية اللغة (اللاتينية والعربية)، مسكوكة في الأندلس عام 98هـ (716 أو 717م)

يشهد التاريخ على اسم العلم الْأَنْدَلُس أو الْأَنْدُلُس لأول مرة في نقوش على عملات سُكَّت من قبل الحكام الأمويين في شبه الجزيرة الإيبيرية، من حوالَيْ عام 715م.
اشتق تأثيل الاسم تقليديًّا من اسم "الْوَنْدَال"، وهم شعب استقروا في إيبيريا في القرن الخامس الميلادي. تم الاعتراض على هذه النظرية منذ الثمانينات: اقترح فالفي (1986م) أن الاسم اشتُقَّ من النصف الثاني من اسم المحيط الأطلسي في اللاتينية، "ōceanus Ā̆tlanticus" (نقحرة: أُوكِيَانُس آتْلَنْتِكُس)، حيث يقول هالم (1989) أن تأثيل الاسم يعود إلى مفرد قوطي "*𐌻𐌰𐌽𐌳𐌰𐌷𐌻𐌰𐌿𐍄𐍃" (نقحرة: لَنْدْهْلُوتْس)، ويفيد العلم بأن هذا المفرد ليس مشهودًا عليه في أي مكان، بل افترض هالم وجوده كتفسير لاسم الأندلس، وابتكره عبر دمج الكلمتين "𐌻𐌰𐌽𐌳" (نقحرة: لَنْد؛ بمعنى: "أَرض")، و"𐌷𐌻𐌰𐌿𐍄𐍃" (نقحرة: هْلُوتْس؛ بمعنى "ميراث")؛ فيصبح معناهما معًا "أَرض الميراث". يقترح بوسونغ (2002) اشتقاقًا من لغة اندثرت قبل وصول اللغات الرومانية كاللاتينية إلى إيبيريا. كما يقترح كوريينتي (2008) اشتقاقًا من اللغة القبطية، تحديدًا من مصطلح افترضه هو بنفسه، "*إِمِنْدِلِيس"، ويترجمه تحت معنى "جنوب غرب".
قدُم الشكل الإسباني من الاسم، "Andalucía" (نقحرة: أَنْدَلُثِيَا أو أَنْدَلُسِيَا) في القرن الثالث عشر الميلادي. استُخدم هذا الشكل للإشارة إلى المناطق التي كانت لا تزال تحت حكم الموريين المسلمين آنذاك، وبشكل عام للإشارة إلى ما وقع جنوب قشتالة الجديدة ومملكة بلنسية. اشتُقت هذه الكلمة من الصفة والنسبة العربية "أَنْدَلُسِيَّة".

## نظرية الوندال
تشتَقُّ أقدمُ نظرية لتأثيل اسم الأندلس من اسم شعب الوندال (أو "الفندال" في مصادر أخرى)، وهم قبيلة جِرمانيَّة استعمرت أجزاءً من شبه الجزيرة الإيبيرية ما بين عامَيْ 409 و429م؛ فقد عُرفوا وقتَها باللغة اللاتينية تحت مسمَّى "Vandalus" (نقحرة: ڤَنْدَلُس)، وأصل هذا المسمى قبل اللاتينية يعود إلى اللغات الجرمانية، وله بعد ذلك جذور في اللغات الهندية الأوروبية.
ذُكرت هذه النظرية لأول مرة في القرن الثالث عشر في كتاب "الشؤون الهسبانية" (باللاتينية: de rebus Hispaniae؛ نقحرة: دِي رِيبُس هِسْپَانْيَئِي). وذكرها مجددًا العالم العربي ابن خلدون، مشتقًا الاسم من "*الْفَنْدَلُس". أقرَّ رينهارت دوزي (1860م) بعيوب النظرية، ومع ذلك قبلها، واقترح أن الاسم أشار جغرافيًّا فقط إلى الميناء الذي غادر منه الوندالُ إيبيريا وهم ذاهبين إلى شمال أفريقيا عام 429م، حيث أسَّسوا المملكة الوندالية (435–534م). في عام 1913م، قُبِلت نظرية دوزي في أول طبعة لدائرة المعارف الإسلامية؛ فأصبحت أكثرهم انتشارًا في دراسات القرن العشرين الميلادي.
حاول ويرنر ويشيكل (1952م) أن يضع نظرية الوندال على أرض أكثر صلابة؛ فاقترح أن "*وَنْدَلُس" كان الشكل المستخدم لدى الأمازيغ، والذين يُعَرِّفون أسماءهم بـ"وَ"؛ فظن العرب أن مقطع الاسم الأول كان أداة تعريف الأمازيغ، فبدَّلوه بأل التعريف العربية، فصار "الْأَنْدَلُس".

## نظرية القوطية
يقترح هالم (1989م) تأثيلًا من اللغة القوطية، مشيرًا إلى المصطلح اللاتيني "Gothica sors" (نقحرة: گُتِكَا سُرْس)، والذي استُخدم لنعت مملكة القوط الغربيين، ويعني المصطلح حرفيًّا "القوم/الناس القوطيين." فبناءً على ذلك، ابتكر هالم مصطلحًا قوطيًّا افتراضيًّا يُطابق اللاتيني في المعنى؛ فتوصل إلى "*𐌻𐌰𐌽𐌳𐌰𐌷𐌻𐌰𐌿𐍄𐍃" (نقحرة: لَنْدْهْلُوتْس)، مبتكرًا إياه عبر دمج الكلمتين "𐌻𐌰𐌽𐌳" (نقحرة: لَنْد؛ بمعنى: "أَرض")، و"𐌷𐌻𐌰𐌿𐍄𐍃" (نقحرة: هْلُوتْس؛ بمعنى "ناس" أو "قوم"، وقد تعني أيضًا "ميراث"). إن صح كلام هالم، يكون مصطلحه مصدر كل من المصطلح اللاتيني (Gothica sors) عبر الترجمة الاقتراضية، وكذلك المصطلح العربي (الْأَنْدَلُس) عبد المحاكاة الصوتية.